# Internationale Gesellschaft für Regenbogenfische
Die Internationale Gesellschaft für Regenbogenfische (IRG) ist ein Verein, dessen Mitglieder sich aquaristisch und wissenschaftlich mit den australisch-ozeanischen Vertretern der Süßwasserfische, hauptsächlich den Regenbogenfischen, beschäftigt. Besonderes Ziel der IRG ist zur Arterhaltung und artgerechten Haltung und Aufzucht dieser Fische beizutragen. Der Verein mit Sitz in Düsseldorf wurde am 7. Juni 1986 auf Initiative von Harro Hieronimus gegründet. Die IRG ist Mitglied im Bundesverband für fachgerechten Natur- und Artenschutz (BNA).
Die etwa 500 Mitglieder kommen überwiegend aus Europa. Innerhalb Deutschlands haben sich sechs Regionalgruppen organisiert, daneben gibt es Ländergruppen in Belgien, den Niederlanden, Norwegen, Österreich, der Schweiz und der Tschechischen Republik.

## Zeitschrift

Titel der deutschen Ausgabe 2-2015 des Regenbogenfisch

Der Verein gibt seit 1986 viermal jährlich die Vereinszeitschrift Regenbogenfisch (zurzeit Ausgaben in deutscher und niederländischer Sprache) mit Fachbeiträgen sowie gelegentlich thematische Sonderhefte heraus.

## Aktivitäten
Die Mitglieder treffen sich jährlich im Juni abwechselnd in Deutschland und einem anderen europäischen Staat zu einem mehrtägigen Jahrestreffen. Es dient dem intensiven Austausch zwischen Hobby und Wissenschaft durch Fachvorträge und eine internationale Fischbörse.
Neben der Publikation von Fachbüchern und Artikeln in aquaristischen Fachzeitschriften dokumentieren Mitglieder der IRG auch die Lebensräume der Fische in der Natur, entdecken neue Arten und beteiligen sich an deren wissenschaftlicher Beschreibung sowie an Importen. Sie arbeiten dabei mit anderen Organisationen, wie der Australia New Guinea Fishes Association (ANGFA) und Ichthyologen zusammen. Beispielsweise werden Gewebeproben von in Aquarien gehaltenen Fischen zur Verfügung gestellt für genetische Studien zur Diversität der Regenbogenfische.
Mitglieder sind beteiligt, den in der Natur ausgestorbenen Eachamsee-Regenbogenfisch (Melanotaenia eachamensis) zu erhalten. Dieser Endemit aus dem australischen Lake Eacham im nördlichen Queensland wurde erst 1978 entdeckt, 1982 wissenschaftlich beschrieben und war bereits 1989 durch für den Angelsport in den See ausgesetzte andere Fischarten ausgerottet. Der Lebensraum für Melanotaenia eachamensis ist nicht mehr zurückzugewinnen. Weltweit wird die Art phaenotypisch von Institutionen und Liebhabern erhalten.